# Robbie Neilson
Robert „Robbie“ Neilson (* 19. Juni 1980 in Paisley, Schottland) ist ein ehemaliger schottischer Fußballspieler und aktueller Fußballtrainer. Zuletzt war er Cheftrainer von Heart of Midlothian in der Scottish Premiership.

## Karriere

### Als Spieler

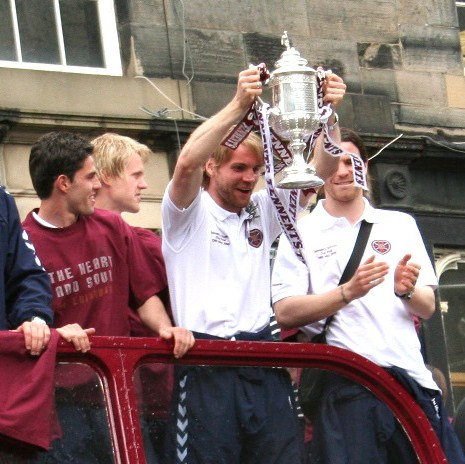
Neilson als Pokalsieger mit den „Hearts“ (2006)

Robbie Neilson wurde in Paisley, etwa zehn Kilometer westlich von Glasgow, geboren. Nachdem er zwischen 1994 und 1996 in der Jugend der Glasgow Rangers gespielt hatte, wechselte er im Alter von 16 Jahren zu Heart of Midlothian nach Edinburgh. Neilson gewann 1998 mit den „Hearts“ den Scottish Youth Cup. Im Jahr 1999 erhielt er seinen ersten Vertrag als Profi. Direkt im Anschluss wechselte Neilson im Dezember 1999 auf Leihbasis zum schottischen Viertligisten FC Cowdenbeath, für den er in der Saison 1999/2000 acht Spiele absolvierte. Nach seiner Rückkehr zu den „Hearts“ debütierte er am 9. September 2000 für die erste Mannschaft in der Scottish Premier League gegen Dunfermline Athletic. Sein zweites Spiel im Trikot der „Hearts“ war sein Debüt im Europapokal, als er gegen den VfB Stuttgart im UEFA-Pokal spielte. Dabei kam er bei der 0:1-Niederlage in Stuttgart, und dem 3:2-Sieg im heimischen Tynecastle Park zum Einsatz. Die Schotten schieden durch die Auswärtstorregel aus dem Wettbewerb aus. Im August 2002 wechselte Neilson für ein halbes Jahr auf Leihbasis zu Queen of the South. Er half dem Drittligisten das Finale des Challenge Cup gegen Brechin City zu gewinnen. Zurück in Edinburgh gewann er mit den „Hearts“ 2006 den schottischen Pokal im Finale gegen den FC Gretna. Im Februar 2009 wurde er nach dem Abgang von Christophe Berra von Trainer Csaba László zum Mannschaftskapitän ernannt. Aufgrund der neuen Gehaltsstruktur bei den „Hearts“ konnte sich Neilson und der Verein nicht auf eine Vertragsverlängerung am Ende der Saison einigen.
Auf der Suche nach einer neuen Herausforderung einigte sich Neilson am 21. Mai 2009 auf einen Vertrag mit dem englischen Zweitligisten Leicester City. Neilson unterzeichnete einen Dreijahresvertrag und setzte sich zum Ziel, dem Verein dabei zu helfen, den Aufstieg in die Premier League zu erreichen. Er gab sein Debüt bei einem 0:0-Unentschieden gegen Ipswich Town am 15. August 2009 und wurde der 1000. Spieler, der für Leicester in einem Pflichtspiel debütierte. Am 17. Februar 2011 schloss sich Neilson dem FC Brentford als Leihspieler an. Am 3. April 2011 startete Neilson im Finale der Football League Trophy und spielte die vollen 90 Minuten. Carlisle United gewann das Spiel mit 1:0. Am Ende der Spielzeit wurde der Vertrag in Leicester aufgelöst und Neilson unterschrieb im November 2011 einen Vertrag bei Dundee United, der zunächst bis zum Ende der Saison 2011/12 galt. Sein Debüt gab er am 19. November 2011 gegen seinen ehemaligen Verein der „Hearts“. Neilson wurde bald Stammspieler in der ersten Mannschaft unter Manager Peter Houston. Am Ende der Saison wurde Neilson ein neuer Vertrag angeboten, aber er lehnte das Angebot ab.
Im Oktober 2012 ging er zum FC Falkirk. Am 6. Oktober 2012 spielte Neilson in einem Ligaspiel gegen Dunfermline Athletic, bei dem er sich eine Jochbeinverletzung zuzog. Nach seiner Genesung spielte er im November 2012 in zwei weiteren Ligaspielen. Nach neunmonatiger Pause wechselte Neilson im September 2013 als Spielertrainer zum FC East Fife, wo er die Spielerlaufbahn ausklingen ließ.
Neilson wurde im Jahr 2000 zweimal in der schottischen U21-Nationalmannschaft eingesetzt. Am 11. Oktober 2006 absolvierte er sein erstes und einziges Länderspiel für Schottland bei einer 0:2-Niederlage in der Qualifikation zur Europameisterschaft gegen die Ukraine in Kiew.

### Als Trainer
Im August 2013 kehrte Neilson als Trainer der U-20-Mannschaft zu den „Hearts“ zurück. Die Mannschaft verlor 2014 das Finale des Scottish Youth Cup gegen die „Rangers“ im Elfmeterschießen. Die neue Clubbesitzerin Ann Budge beförderte Neilson auf die Position des Cheftrainers und arbeitete unter dem Fußballdirektor Craig Levein. Neilsons erstes offizielles Spiel in der Verantwortung war eine 1:3-Heimniederlage gegen Annan Athletic im Scottish Challenge Cup. Die „Hearts“ begannen die Saison in der zweiten Liga mit fünf Siegen in Folge, darunter Siege gegen die „Rangers“ und Hibernian Edinburgh. Sein Team blieb in den ersten 20 Ligaspielen ungeschlagen, bis eine 2:3-Heimniederlage gegen Falkirk ihren Lauf am 24. Januar 2015 beendete. Neilson gewann den „Championship Manager of the Month Award“ für August, Oktober, November und März. Am 22. März 2015 gewannen die „Hearts“ vorzeitig die Meisterschaft und den Aufstieg in die Scottish Premiership. Sie beendeten die Saison 21 Punkte vor dem nächsten Herausforderer, dem Stadtrivalen „Hibernian“, und 24 Punkte vor den drittplatzierten „Rangers“. Nachdem die Erstligasaison 2015/16 mit Platz drei und der Europapokalteilnahme abgeschlossen wurde, wurde andere Verein auf Neilson aufmerksam. Während der laufenden Saison 2016/17 wechselte Neilson im Dezember 2016 zum englischen Drittligisten Milton Keynes Dons. Im Januar 2018 wurde er entlassen. Neilson wurde im Oktober 2018 mit einem Vertrag bis zum Ende der Saison 2018/19 zum Cheftrainer des schottischen Zweitligisten Dundee United ernannt. Am Ende von Neilsons erster Saison verpasste United den Aufstieg in die Premiership, nachdem das Play-off-Finale gegen den FC St. Mirren verloren wurde. Er führte die Mannschaft in der folgenden Saison zum Titel in der Championship und zum Aufstieg. Neilson kehrte im Juni 2020 zu den „Hearts“ als Nachfolger von Daniel Stendel zurück, nachdem diese aus der ersten Liga abgestiegen waren. Er unterzeichnete einen Dreijahresvertrag und führte sie nach einem 2:1-Sieg über den Rivalen „Hibernian“ in das Finale des schottischen Pokals. Das Finale gegen Celtic Glasgow wurde im Elfmeterschießen verloren. Neilsons Team sicherte sich den Meisterschaftstitel mit drei verbleibenden Spielen am 10. April 2021 und stieg damit auf. Im Jahr 2022 führte er den Aufsteiger auf Platz 3 in der Liga und in das Finale des schottischen Pokals gegen die „Rangers“. Nach einer Serie von fünf Niederlagen aus sechs Ligaspielen und dem Verlust des dritten Tabellenplatzes wurde Neilson im April 2023 entlassen.

## Erfolge
als Spieler:
mit Queen of the South:
- Challenge Cup: 2003

mit Heart of Midlothian:
- Scottish Youth Cup: 1998
- Scottish Pokalsieger: 2006

als Trainer:
mit Heart of Midlothian:
- Zweitligameister: 2015, 2021

mit Dundee United:
- Zweitligameister: 2020